# Chief minister van Singapore
De chief minister van Singapore was de regeringsleider van de kolonie Singapore tot de afschaffing en vervanging in 1959 door het ambt van eerste minister. De chief minister werd aangeduid door de gouverneur van Singapore en was de leider van de grootste partij in de Wetgevende Vergadering van Singapore.

## Macht
Door de nieuwe grondwet in 1955 kon er een nieuwe Wetgevende vergadering worden samengesteld. De meeste macht zoals buitenlandse zaken, defensie, financieel beleid bleef nog in handen van de gouverneur maar alles wat te maken had met de beleidsvorming voor het welzijn van de burgers kwam in handen van de chief minister.

## Lijst van chief ministers
| Naam                       | Foto | Start ambt   | Einde ambt  | Info                                                                                   |
| -------------------------- | ---- | ------------ | ----------- | -------------------------------------------------------------------------------------- |
| David Marshall (1908-1995) |      | 6 april 1922 | 7 juni 1956 | Eerste chief minister Afgetreden in 1956 na mislukte onderhandelingen over zelfbestuur |
| Lim Yew Hock (1914-198)    |      | 8 junu 1956  | 3 juni 1959 | Laatste chief minister                                                                 |